# Agauria bojeri
Agauria bojeri là một loài thực vật có hoa trong họ Thạch nam. Loài này được (DC.) Benth. mô tả khoa học đầu tiên năm 1934.